# Kadri Roshi
Kadri Roshi (Berat, 11 luglio 1917 – Berat, 6 febbraio 2007) è stato un attore cinematografico albanese.
Considerato come uno dei più grandi artisti albanesi di sempre, è stato attivo nel cinema e nel teatro per oltre 40 anni. Ha interpretato più di 170 personaggi diversi nella sua carriera di cinema e teatro. Kadri è morto a Berat il 6 febbraio 2007 per cause naturali.

## Filmografia principale
- Tana, regia di Kristaq Dhamo (1958)
- I teti në bronz, regia di Viktor Gjika (1970)
- Malet me blerim mbuluar, regia di Dhimiter Anagnosti (1971)
- Kur zbardhi një ditë, regia di Piro Milkani (1971)
- Lulekuqet mbi mure, regia di Dhimiter Anagnosti (1976)
- Fijet që priten, regia di Muharrem Fejzo (1976)
- Përballimi, regia di Viktor Gjika (1976)
- Tokë e përgjakur, regia di Kristaq Mitro e Ibrahim Muçaj (1976)
- Njeriu me top, regia di Viktor Gjika (1977)
- Zemrat që nuk plaken, regia di Esat Ibro e Esat Musliu (1977)
- Shëmbja e idhujve, regia di Piro Milkani (1977)
- Gjeneral gramafoni, regia di Viktor Gjika (1978)
- Ballë për ballë, regia di Piro Milkani e Kujtim Çashku (1979)
- Liri a vdekje, regia di Kristaq Mitro e Ibrahim Muçaj (1979)
- Këshilltarët, regia di Xhezair Dafa (1979)
- Partizani i vogël Velo, regia di Xhanfise Keko (1980)
- Pas vdekjes, regia di Kujtim Çashku (1980)
- Dëshmorët e monumenteve, regia di Fehmi Hoshafi (1980)
- Shtëpia jonë e përbashkët, regia di Ismail Zhabjaku (1982)
- Apasionata, regia di Kristaq Mitro e Ibrahim Muçaj (1983)
- Fejesa e Blertës, regia di Ismail Zhabjaku (1984)
- Dasma e shtyrë, regia di Mark Topallaj (1984)
- Kur ndahesh nga shokët, regia di Petrit Llanaj (1986)
- Rrethimi i vogël, regia di Saimir Kumbaro (1986)